# Джиджора Микола Петрович
Микола Петрович Джиджора (17 серпня 1975, Іванків) — український дипломат. Тимчасовий повірений у справах України в Кувейті (з 2024). Тимчасовий повірений у справах України в Австралії (2014—2015).

## Біографія
Народився 17 серпня 1975 року в смт Іванків на Київщині. У 1997 році закінчив факультет економіки та управління Національного авіаційного університету. У 2005 році здобув ступінь магістра публічного права, закінчивши Львівський національний університет.
Володіє українською та англійською мовами.
На дипломатичній роботі в Міністерстві закордонних справ України.
Другий секретар (консульські питання) Посольства України в Австралії.
Перший секретар із консульських питань Посольства України в Австралії.
1 червня 2014 — 24 вересня 2015 — тимчасовий повірений у справах України в Австралії.
З 2020 року призначений на посаду першого секретаря з консульських питань посольства України в Державі Кувейт.
З червня 2024 року — тимчасовий повірений у справах України в Кувейті.